# Волоховоярська волость
Волоховоярська волость — адміністративно-територіальна одиниця Зміївського повіту Харківської губернії.

Найбільші поселення волості станом на 1914 рік:
- село Волохів Яр — 4751 мешканців.
- село Бригадирове — 4666 мешканців.
- село Яковенкове — 2477 мешканців.

Старшиною волості був Пономаренко Микита Тимофійович, волосним писарем — Кіктев Максим Іванович, головою волосного суду — Долбієв Федір Георгійович.